# Пэрн, Лембит Абрамович
Ле́мбит Абра́мович Пэрн (эст. Lembit Pärn; 21 июня 1903, Эсто-Хагинское, Медвеженский уезд, Ставропольская губерния, Российская империя — 27 марта 1974, Москва, РСФСР, СССР) — советский военачальник, командир 8-го Эстонского стрелкового корпуса, кандидат военных наук (7 декабря 1939), генерал-лейтенант (15 сентября 1943), почётный гражданин городов Таллина (1973) и Великие Луки (8 мая 1965).

## Биография
Родился 21 июня 1903 года в эстонском селе Эсто-Хагинское Медвеженского уезда Ставропольской губернии (теперь село Яшалта, административный центр Яшалтинского района Калмыкии) в крестьянской семье.
Отец, А́брам Юриевич, в возрасте шестнадцати лет вместе со своим отцом, бобылём из имения Фонал Везенбергского уезда Эстляндской губернии (теперь деревня Вохнья в волости Кадрина уезда Ляэне-Вирумаа в Эстонии), переселился в Сибирь. Мать, Мария Юриевна, была домохозяйкой.
В 1914 году окончил трёхлетнюю сельскую школу.
В 1915 году поступил сразу во второй класс Воронцово-Николаевской прогимназии, в этом же году переехал в Ставрополь, где работал у владельца пивного бара (за то, что снимал у него жильё) и одновременно учился в мужской гимназии. После закрытия гимназии в 1918 году вернулся в село Эсто-Хагинское, где помогал родителям в сельском хозяйстве, работал продавцом в сельском потребительском обществе.
В сентябре 1919 года стал учителем двухклассной школы в селе Романовка (находилась в 10 верстах от Эсто-Хагинского), потом работал инструктором по ликвидации неграмотности среди взрослого населения.
В 1920 году избран секретарём волостного революционного комитета. В 1921 году вступил в партию. В том же году был назначен заместителем начальника особого отряда, сформированного в уезде для борьбы с «зелёными». Неоднократно те покушались на самого Лембита, угрожали расправой с семьёй. В марте 1924 года был убит его брат Карл Пэрн.
В марте 1922 года уездным комитетом партии был направлен в 3-ю объединённую Интернациональную военную школу. В школе был командиром отделения, секретарём партийной ячейки. В январе 1924 года в составе делегации Петроградского военного округа ездил на похороны В. И. Ленина, несколько раз стоял в Почётном карауле.
В сентябре 1924 года окончил школу, затем по приказу Реввоенсовета СССР был направлен в город Рыбинск в состав Московского военного округа. Служил сначала командиром взвода 53-го полка 85-й стрелковой дивизии. После учёбы в полковой школе переведён в штаб полка и назначен адъютантом, через год по совместительству назначен комендантом Рыбинска. В 53-м стрелковом полку служил до мая 1931 года, был командиром взвода, затем — роты, заместителем начальника штаба полка. В 1926 году избран секретарём ротной партийной ячейки.
В 1928 году сдал экзамены за среднюю школу. В августе 1931 года поступил в Военную академию имени М. В. Фрунзе, получив общий балл на вступительных экзаменах — 4,46. Хорошо работал на стажировке в войсках, написал несколько статей по военным вопросам для газеты «Красная звезда» и журнала «Военный зарубежник». В апреле 1934 года окончил академию, усвоив академический курс на «отлично» (4,68).
После окончания академии два года служил начальником инженерной службы дивизии, заместителем начальника штаба 85-й Челябинской ордена Ленина стрелковой дивизии, в 1935 году избран депутатом Челябинского горсовета. Принял участие в строительстве ЧТЗ, за что был награждён орденом «Знак Почёта».
В 1936 году находился на крупных всеармейских манёврах в Приволжье, которые проводились под руководством наркома обороны СССР К. Е. Ворошилова. Майор Пэрн был включён в состав штаба руководства учением, участвовал в разработке и осуществлении плана манёвров, а также в обобщении итоговых материалов.
В 1937 году был зачислен слушателем в Академию Генерального штаба Красной Армии. Приказом от 20 февраля 1938 года ему было присвоено звание полковника. После окончания академии в 1938 году был оставлен в ней старшим преподавателем на кафедре тактики высших соединений. В том же году получил звание доцента. В 1939 году успешно защитил диссертацию на тему форсирования водных преград, за что ему первому из эстонцев была присуждёна учёная степень кандидата военных наук.
После присоединения Эстонии к СССР в августе 1940 года назначен на должность заместителя начальника штаба 8-й армии в Таллине. По заданию Народного комиссара обороны был председателем комиссии по приёму делопроизводства высших военных органов бывшей Эстонской Республики. После выполнения задания назначен на должность начальника штаба 2-го особого корпуса в Даугавпилсе (Западный особый военный округ), а в марте 1941 года штаб корпуса передислоцировался в город Минск Белорусской ССР.

### Великая Отечественная война
С 10 августа 1941 года находился на Брянском фронте в должности начальника штаба 50-й армии, созданной на базе 2-го стрелкового корпуса. 
31 августа за успешное руководство боевыми действиями на Западном и Брянском фронтах награждён орденом Красного Знамени. Согласно собственным мемуарам во время оборонительных боёв под Брянском 17 сентября 1941 года Пэрн был ранен осколком снаряда, и был эвакуировал самолетом в Орел для удаления осколков. Через неделю после ранения, по собственным словам, вернулся и оставался при штабе 50й армии. Трагедию развернувшуюся с 50-й армией на р. Рессета упомянул вскользь в своих воспоминаниях, что странно для непосредственного участника событий.
Во время контрнаступления советских войск под Москвой в декабре 1941 и январе 1942 года Пэрн был руководителем оперативной группы Генерального штаба, помогая организовывать управление и снабжение в оперативных объединениях левого крыла Западного фронта.
18 января 1942 года был назначен начальником штаба 59-й армии Волховского фронта. В трудных условиях местности и погоды до 16 апреля руководил обороной штаба армии в ходе боевых действий, имевших целью облегчить положение окружённого Ленинграда. 27 марта получил третье по счёту ранение и провёл некоторое время в госпитале.
28 апреля 1942 года Пэрн был вызван в Генеральный штаб и направлен в распоряжение ЦК Компартии Эстонии. В соответствии с решением партии и правительства началось формирование эстонских национальных соединений Красной Армии. В мае и июне генерал-майор Пэрн в Уральском военном округе командовал 249-й, а затем 7-й Эстонскими стрелковыми дивизиями. В августе дивизии передислоцировались в Московский военный округ, где 25 августа 1942 года был сформирован 8-й Эстонский стрелковый корпус. Его командиром стал Лембит Пэрн.
8-й Эстонский стрелковый корпус, которым он командовал до окончания войны, находился в действующей армии в составе Калининского, Ленинградского и 2-го Прибалтийского фронтов в разное время 916 дней. В непосредственном соприкосновении с противником соединения и отдельные части корпуса за это время находились в течение 344 дней. Корпус вёл наступательные бои в течение 123 дней, из них в боях под Великими Луками — 37 дней, в боях за освобождение Эстонии — 69 дней и в боях в Курляндии — 17 дней.
15 сентября 1943 года Совнарком СССР присвоил Лембиту Пэрну звание генерал-лейтенанта.
Части и соединения корпуса участвовали в освобождении девяти городов: Великих Лук, Невеля, Новосокольников, Нарвы, Калласте, Муствеэ, Таллина, Хаапсалу, Курессааре, пяти портов: Рохукюла, Виртсу, Куйвасту, Роомасааре и Кихельконна. Всего корпусом освобождёно до 4 100 населённых пунктов.

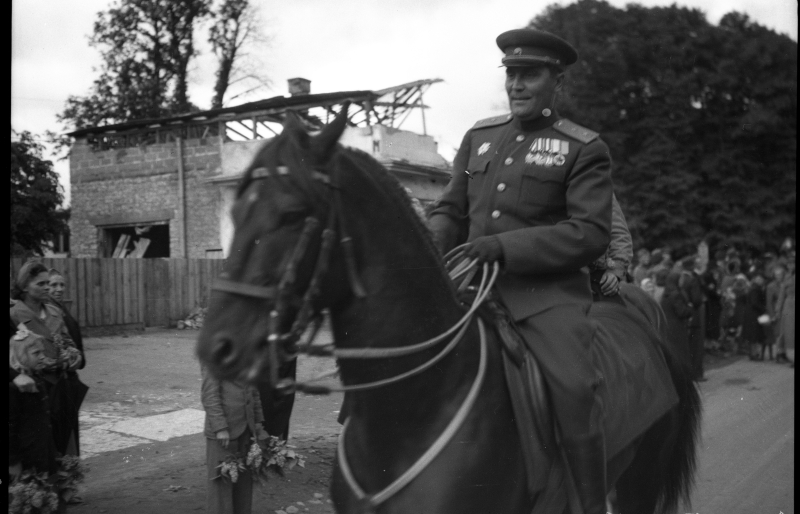
Лембит Пэрн на улице Таллина 16 июня 1945 года

Одна дивизия, шесть полков и один дивизион корпуса стали орденоносными. Пять раз в честь частей корпуса салютовала Москва. Корпус получил почётное наименование «Таллинский», Величайшим признанием заслуг корпуса был Приказ наркома обороны СССР от 28 июня 1945 года о переименовании его в 41-й гвардейский Эстонский Таллинский стрелковый корпус.
За время войны Пэрн был пять раз упомянут в благодарственных в приказах Верховного Главнокомандующего.

### После Великой Отечественной войны
После окончания войны продолжал командовать корпусом.
29 июня 1945 года занял пост наркома обороны Эстонской ССР (с 1947 года — Министр Вооружённых Сил ЭССР) и военного комиссара республики (с августа 1947 года).
В июне 1948 года был послан в Москву на Высшие академические курсы при Военной академии Генерального штаба имени К. Е. Ворошилова, которые окончил в мае 1949 года. Ещё до окончания учёбы в марте 1949 года назначен старшим преподавателем этой академии. В январе 1955 года переведён на должность старшего преподавателя кафедры стратегии, с сентября 1953 года — кафедры стратегии и оперативного искусства. С февраля 1958 года являлся старшим преподавателем кафедры оперативного искусства. За период работы в академии написал более 20 крупных научных трудов — военное-теоретические работы в области форсирования водных преград, перегруппировки войск и организации работы высших штабов.
Вышел в отставку 1 января 1965 года. С июня 1965 по 1971 год — старший научный сотрудник одного из институтов военных наук. Написал книгу мемуаров «В вихре военных лет» (на эстонском и русском языках).
Скончался 27 марта 1974 года в Москве, где похоронен на Новодевичьем кладбище.

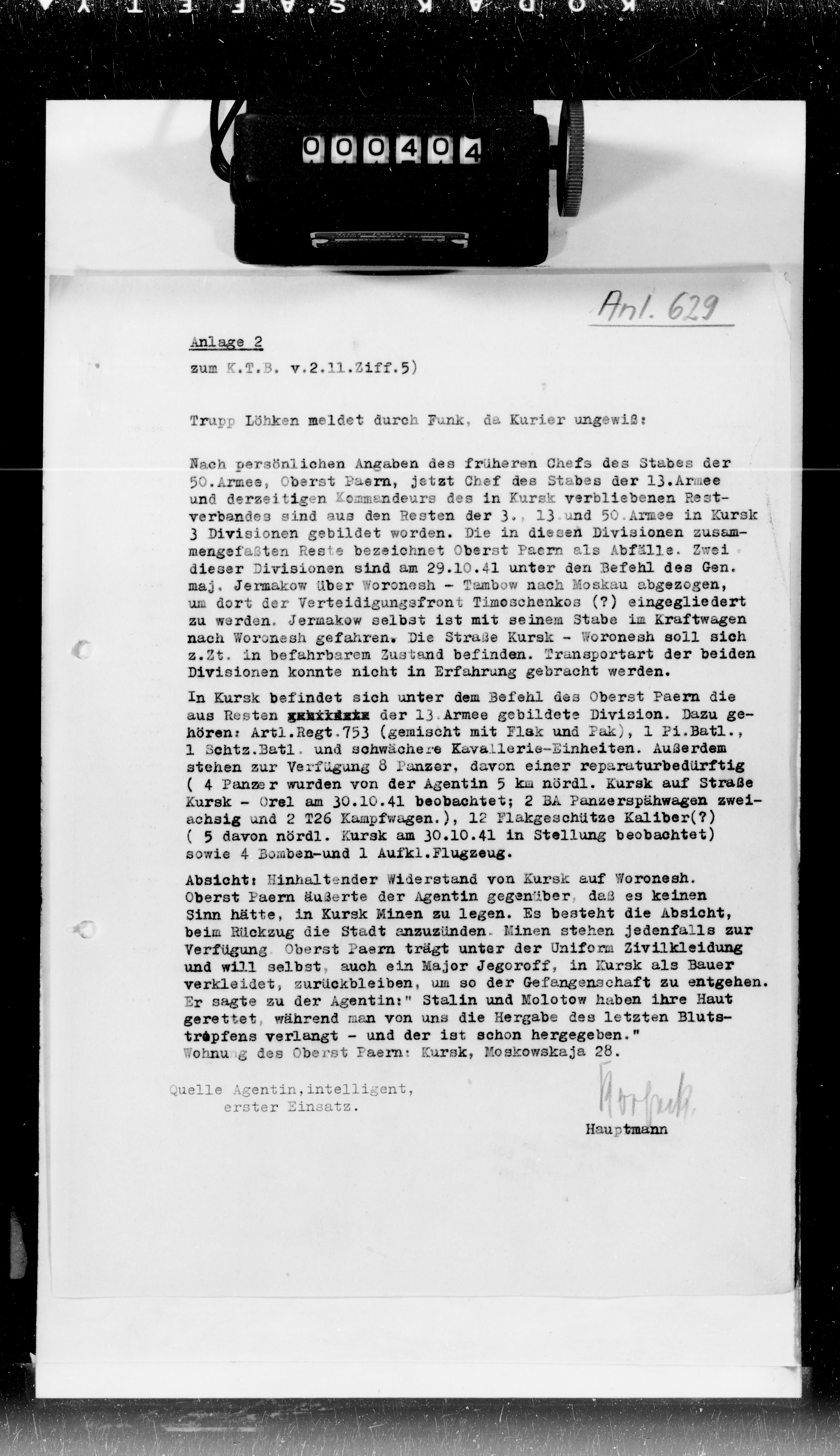
Донесение агента Тася о полковнике Пэрне

## Открывшиеся данные из архива NARA
Согласно имеющимся раскрытым немецким архивным данным, Лембит Пэрн имел связь с завербованной немцами девушкой из числа военнопленных 50-й армии. В немецких документах конца октября - начала ноября 1941г. она фигурирует под позывным "Тася". Группа Лекена, в которую она входила, передала в 2-ю немецкую армию сообщение что генерал Пэрн и некий майор Егоров, готовы остаться в городе Курске на случай захвата его немецкими войсками и что Пэрн специально носит гражданскую одежду под военной формой на этот случай:
"Приложение 2
zum K.T.B. v.2.11.Ziff.5)
Группа Лёкена докладывает по радио, передача нестабильная:
По личным данным бывшего начальника штаба 50-й армии полковника Пэрна, ныне начальника штаба 13-й армии и нынешнего командующего оставшимися частями в Курске, из остатков 3-й, 13-й и 50-й армий в Курске  были сформированы 3 дивизии. Полковник Пэрн описывает остатки, собранные в этих дивизиях, как отходы. Две из этих дивизий 29.10.41 перешли под командование генерал-майора. Ермакова который был отозван из района Воронеж -Тамбов Москвой для руководства оборонительным фронтом на реке Тим. Сам Ермаков вместе со своим штабом поехал в Воронеж на машине. В настоящее время ведется строительство трассы Курск-Воронеж. до состояния, пригодного для вождения. Вид транспорта двух дивизий определить не удалось.
В Курске под командованием полковника Пэрна находится дивизия, сформированная из остатков 13-й армии. К ним относятся: Арт. 753-й полк (смешанный с зенитным и противотанковым), 1 строительный батальон, 1 стрелковый батальон. и более слабые кавалерийские части. Кроме того, имеется 8 танков, один из которых требует ремонта (4 танка были замечены агентом в 5 км севернее Курска на дороге Курск-Орел 30.10.41 г.; 2 бронированных разведывательных автомобиля БА с двумя осями и 2 Т-26 боевые машины.), 12 зенитных орудий калибра (? ) (5 из которых наблюдались на позиции севернее Курска 30.10.41), а также 4 бомбардировщика и 1 разведывательный самолет.
Цель: оказать сопротивление от Курска до Воронежа. Полковник Пэрн сообщил агенту, что нет смысла устанавливать мины в Курске. Цель — поджечь город во время отступления. Мины доступны в любом случае. Полковник Пэрн носит гражданскую одежду под формой и хочет остаться, как и майор Егоров, замаскированный под крестьянина в Курске, чтобы не попасть в плен. Он сказал агенту: «Сталин и Молотов спасли свои шкуры, а от нас требуют отдать последнюю каплю крови — и она уже отдана». Квартира полковника Пэрна: Курск, Московская, 28.
агент умничка, интеллектуал, первая миссия.
Морфук
Гауптман"
Источник: Архив NARA Т312 R1139 лист 0410
В своей книге "Ветер военных лет. Воспоминания" -1976, генерал Пэрн как бы сознательно опускает (или сокращает) период окружения 50-й армии на р.Рессета, лишь упомянув за 13 октября ранение комфронтом Еременко, а также гибели на Рессете командующего 50-й армии М.П. Петрова и комиссара Н.А. Шляпина. После этого, переключившись на бои под Тулой и своем переводе в Генштаб в начале декабря 1941 года, вовсе не упоминает своей персоны под Курском, что наводит на мысль о сознательном не упоминании этих событий.

## Награды
- Орден Ленина (30 апреля 1947 года[4]);
- 3 ордена Красного Знамени (Указами Президиума Верховного Совета СССР: от 31 августа 1941 года, за самоотверженные действия в ходе боёв на рубеже реки Березина и при отходе за Днепр; от 3 ноября 1944 года[4]; от 20 апреля 1953 года[4]);
- Орден Кутузова 1-й степени (Указом Президиума Верховного Совета СССР от 5 октября 1944 года, за умелое руководство войсками при освобождении материковой части Эстонии);
- Орден Суворова 2-й степени (29 июня 1945, за освобождение острова Сааремаа);
- Орден Красной Звезды (28 октября 1967 года[5]);
- Орден «Знак Почёта» (Постановлением Президиума ЦИК СССР от 16 августа 1936, за большой личный вклад в строительство Челябинского тракторного завода).
- Медаль «XX лет Рабоче-Крестьянской Красной Армии»[6].
- другие медали

Являлся почётным гражданином городов Таллина и Великие Луки (присвоено решением Великолукского городского Совета депутатов от 8 мая 1965 года).

## Память
- В Яшалте одна из улиц носит имя Пэрна. Там же ему установлен памятник.
- В советское время имя Пэрна носила 42-я школа города Таллина. Недалеко от школы, в зелёной зоне улицы Гонсиори с 1985 по 2001 год находился памятник Лембиту Пярну, который сейчас находится в Эстонском историческом музее на Маарьямяэ. Также в честь генерала был назван колхоз в деревне Вохнья (эст. Vohnja) в Раквереском районе, где проживали его родители до того, как переехали в Калмыкию. До 2004 года на его территории находился памятник генералу. В 2018 году памятник был передан в "Музей борьбы за свободу Эстонии".